# 孟家湾站
孟家湾站是位于宁夏回族自治区中卫市沙坡头区孟家湾村的一个铁路车站，邮政编码751702。车站建于1958年，有包兰铁路经过该站，现不办理客货运业务，车站及其上下行区间均为电气化区段。车站距离包头站699公里，隶属兰州铁路局，是五等站。